# 遠山光
遠山 光（とおやま ひかる、1960年2月16日 - ）は、日本の漫画家。長野県在住。
村生ミオのアシスタントを経て1982年、「ラジカルC調コネクション」でデビュー。代表作はハートキャッチいずみちゃん、胸キュン刑事など。漫画家の遠山えまは姪に当たる。

## 人物
- 子供の頃に姉の「りぼん」を読んでいた。弓月光のラブコメ作品が好きで、自分自身のデビュー作もラブコメであった。

- 趣味は骨董や刀剣。

## 作品リスト

### 一般誌
- ハートキャッチいずみちゃん
- おてやわらかにぴんく!!
- 旅だて!Jr.
- ♂ティンクル2♀アイドル☆スター
- 翼くんシリーズ
- 胸キュン刑事
  - 胸キュン刑事2 みるくCC - 講談社Webマガジン『MiChao!』連載中
- 夢みてMirai
- その時歴史が動いた『勝海舟　江戸城無血開城はなぜ実現したか』の回
- おまかせミハル先生(増刊冒険王  アタックコミック S57年12月25日発行 読み切り)

### 青年誌および成年誌
- ハートにピアス
- 特捜!ピーチポリス
- 保健室 秘密の花園
- 秘密のアリス
- 派遣でイキます! ヒミツの美緒ちゃん
- ラブ・ミー・シスター（双葉社「アクションピザッツ」1997年-1999年、全3巻）
- いかせてティーチャー
- あのん

## その他
- 週刊誌 FLASH 2015年12月22日号の「お色気マンガベスト10」に「ハートキャッチいずみちゃん」がランクインし、コメントした。なお、同作はこの時期に復刊が進んでいた。